# Zona crepusculară (serial din 1985)
Zona crepusculară (engleză: The Twilight Zone) (1985) este prima continuare a aclamatului serial cu același nume produs de Rod Serling în anii 1950-60. A fost transmis de CBS timp de 3 sezoane.

## Episoade

### Primul sezon (1985–86)
|     | Titlu în română | Titlu original                       | Regizor                             | Actor (-i)   |
| --- | --------------- | ------------------------------------ | ----------------------------------- | ------------ |
| 1a  |                 | Shatterday                           | Wes Craven                          | Bruce Willis |
| 1b  |                 | A Little Peace and Quiet             | Wes Craven                          |              |
| 2a  |                 | Wordplay                             | Wes Craven                          |              |
| 2b  |                 | Dreams for Sale                      | Tommy Lee Wallace                   | Meg Foster   |
| 2c  |                 | Chameleon                            | Wes Craven                          | John Ashton  |
| 3a  |                 | Healer                               | Sigmund Neufeld Jr.                 |              |
| 3b  |                 | Children's Zoo                       | Robert Downey Sr.                   |              |
| 3c  |                 | Kentucky Rye                         | John D. Hancock                     |              |
| 4a  |                 | Little Boy Lost                      | Tommy Lee Wallace                   |              |
| 4b  |                 | Wish Bank                            | Rick Friedberg                      |              |
| 4c  |                 | Nightcrawlers                        | William Friedkin                    |              |
| 5a  |                 | If She Dies                          | Peter Medak                         |              |
| 5b  |                 | Ye Gods                              | John D. Hancock                     |              |
| 6a  |                 | Examination Day                      | Paul Lynch                          |              |
| 6b  |                 | A Message From Charity               | Paul Lynch                          |              |
| 7a  |                 | Teacher's Aide                       | Robert Downey Sr.                   |              |
| 7b  |                 | Paladin of the Lost Hour             | Gilbert Cates (pseud. Alan Smithee) |              |
| 8a  |                 | Act Break                            | Ted Flicker                         |              |
| 8b  |                 | The Burning Man                      | J.D. Feigelson                      |              |
| 8c  |                 | Dealer's Choice                      | Wes Craven                          |              |
| 9a  |                 | Dead Woman's Shoes                   | Peter Medak                         |              |
| 9b  |                 | Wong's Lost and Found Emporium       | Paul Lynch                          |              |
| 10a |                 | The Shadow Man                       | Joe Dante                           |              |
| 10b |                 | The Uncle Devil Show                 | David Steinberg                     |              |
| 10c |                 | Opening Day                          | John Milius                         |              |
| 11a |                 | The Beacon                           | Gerd Oswald                         |              |
| 11b |                 | One Life, Furnished in Early Poverty | Don Carlos Dunaway                  |              |
| 12a |                 | Her Pilgrim Soul                     | Wes Craven                          |              |
| 12b |                 | I of Newton                          | Ken Gilbert                         |              |
| 13a |                 | Night of the Meek                    | Martha Coolidge                     |              |
| 13b |                 | But Can She Type?                    | Shelley Levinson                    |              |
| 13c |                 | The Star                             | Gerd Oswald                         |              |
| 14a |                 | Still Life                           | Peter Medak                         |              |
| 14b |                 | The Little People of Killany Woods   | J.D. Feigelson                      |              |
| 14c |                 | The Misfortune Cookie                | Allan Arkush                        |              |
| 15a |                 | Monsters!                            | B.W.L. Norton                       |              |
| 15b |                 | A Small Talent for War               | Claudia Weill                       |              |
| 15c |                 | A Matter of Minutes                  | Sheldon Larry                       |              |
| 16a |                 | The Elevator                         | R.L. Thomas                         |              |
| 16b |                 | To See the Invisible Man             | Noel Black                          |              |
| 16c |                 | Tooth and Consequences               | Robert Downey Sr.                   |              |
| 17a |                 | Welcome To Winfield                  | Les Enloes                          |              |
| 17b |                 | Quarantine                           | Martha Coolidge                     |              |
| 18a |                 | Gramma                               | Bradford May                        |              |
| 18b |                 | Personal Demons                      | Peter Medak                         |              |
| 18c |                 | Cold Reading                         | Gus Trikonis                        |              |
| 19a |                 | The Leprechaun Artist                | Tommy Lee Wallace                   |              |
| 19b |                 | Dead Run                             | Paul Trucker                        |              |
| 20a |                 | Profile in Silver                    | John D. Hancock                     |              |
| 20b |                 | Button, Button                       | Peter Medak                         |              |
| 21a |                 | Need To Know                         | Paul Lynch                          |              |
| 21b |                 | Red Snow                             | Jeannot Szwarc                      |              |
| 22a |                 | Take My Life...Please!               | Gus Trikonis                        |              |
| 22b |                 | Devil's Alphabet                     | Robert Hunter                       |              |
| 22c |                 | The Library                          | John D. Hancock                     |              |
| 23a |                 | Shadow Play                          | Paul Lynch                          |              |
| 23b |                 | Grace Note                           | Peter Medak                         |              |
| 24a |                 | A Day in Beaumont                    | Philip DeGuere                      |              |
| 24b |                 | The Last Defender of Camelot         | Jeannot Szwarc                      |              |

### Al doilea sezon  (1986–87)
|     | Titlu în română | Titlu original            | Regizor           | Actor (-i) |
| --- | --------------- | ------------------------- | ----------------- | ---------- |
| 25a |                 | The Once and Future King  | Jim McBride       |            |
| 25b |                 | A Saucer of Loneliness    | John D. Hancock   |            |
| 26a |                 | What Are Friends For?     | Gus Trikonis      |            |
| 26b |                 | Aqua Vita                 | Paul Tucker       |            |
| 27a |                 | The Storyteller           | Paul Lynch        |            |
| 27b |                 | Nightsong                 | Bradford May      |            |
| 28a |                 | The After Hours           | Gus Trikonis      |            |
| 28b |                 | Lost and Found            | Bruce Malmuth     |            |
| 28c |                 | The World Next Door       | Paul Lynch        |            |
| 29  |                 | The Toys of Caliban       | Douglas Jackson   |            |
| 30  |                 | The Convict's Piano       | Thomas J. Wright  |            |
| 31  |                 | The Road Less Traveled    | Wes Craven        |            |
| 32a |                 | The Card                  | Bradford May      |            |
| 32b |                 | The Junction              | Bill Duke         |            |
| 33a |                 | Joy Ride                  | Gil Bettman       |            |
| 33b |                 | Shelter Skelter           | Martha Coolidge   |            |
| 33c |                 | Private Channel           | Douglas Jackson   |            |
| 34a |                 | Time and Teresa Golowitz  | Shelley Levinson  |            |
| 34b |                 | Voices in the Earth       | Curtis Harrington |            |
| 35a |                 | Song of the Younger World | Corey Allen       |            |
| 35b |                 | The Girl I Married        | Philip DeGuere    |            |

### Al treilea sezon(1988–89)
|    | Titlu în română                       | Titlu original                        | Regizor           | Actor (-i) |
| -- | ------------------------------------- | ------------------------------------- | ----------------- | ---------- |
| 36 | Curiosul caz al lui Edgar Witherspoon | The Curious Case of Edgar Witherspoon | Paul Lynch        |            |
| 37 |                                       | Extra Innings                         | Douglas Jackson   |            |
| 38 |                                       | The Crossing                          | Paul Lynch        |            |
| 39 |                                       | The Hunters                           | Paul Lynch        |            |
| 40 |                                       | Dream Me a Life                       | Paul Lynch        |            |
| 41 |                                       | Memories                              | Ryszard Bugajski  |            |
| 42 |                                       | The Hellgrammite Method               | Ryszard Bugajski  |            |
| 43 |                                       | Our Selena is Dying                   | Bruce Pittman     |            |
| 44 |                                       | The Call                              | Bruce Pittman     |            |
| 45 |                                       | The Trance                            | Brad Turner       |            |
| 46 |                                       | Acts of Terror                        | Brad Turner       |            |
| 47 |                                       | 20/20 Vision                          | Bruce Pittman     |            |
| 48 |                                       | There Was an Old Woman                | Sturia Gunnarsson |            |
| 49 |                                       | The Trunk                             | Paul Lynch        |            |
| 50 |                                       | Appointment on Route 17               | Atom Egoyan       |            |
| 51 |                                       | The Cold Equations                    | Brad Turner       |            |
| 52 |                                       | Stranger in Possum Meadow             | Sturia Gunnarsson |            |
| 53 |                                       | Street of Shadows                     | Atom Egoyan       |            |
| 54 |                                       | Something in the Walls                | Eric Till         |            |
| 55 |                                       | A Game of Pool                        | Atom Egoyan       |            |
| 56 |                                       | The Wall                              | Atom Egoyan       |            |
| 57 |                                       | Room 2426                             | Ryszard Bugajski  |            |
| 58 |                                       | The Mind of Simon Foster              | Douglas Jackson   |            |
| 59 |                                       | Cat and Mouse                         | Eric Till         |            |
| 60 |                                       | Many, Many Monkeys                    | Ryszard Bugajski  |            |
| 61 |                                       | Rendezvous in a Dark Place            | Ryszard Bugajski  |            |
| 62 |                                       | Special Service                       | Paul Lynch        |            |
| 63 |                                       | Love is Blind                         | Ryszard Bugajski  |            |
| 64 |                                       | Crazy as a Soup Sandwich              | Paul Lynch        |            |
| 65 |                                       | Father and Son Game                   | Randy Bradshaw    |            |

## Titlul în alte limbi
- franceză: La Cinquième Dimension (A cincea dimensiune)
- Italiană: Ai confini della realtà
- ucraineană: Зона сутінків (Zona Crepusculară)